# Észak-Macedónia
Észak-Macedónia, hivatalos nevén Észak-macedóniai Köztársaság (macedón: Република Северна Македонија / Republika Szeverna Makedonija; korábban: Macedón Köztársaság vagy Macedónia), egy Balkán-félszigeti, tengerparttal nem rendelkező állam.
1991 előtt Jugoszlávia legdélebbi tagköztársasága volt, határai meghúzására 1945-ben, a jugoszláv köztársaságok területének kijelölésekor került sor. Az országban élő macedónok a déli szlávok közé tartoznak. Nyelvük a bolgárokéval mutat közeli rokonságot. Az ENSZ, a NATO, a KEK, az EBESZ, a Nemzetközi Valutaalap tagja. 2005-től az Európai Unió tagjelöltje.

## Az ország neve

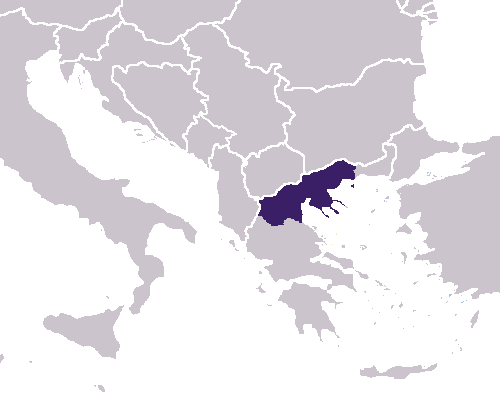
Görögország Makedóniának nevezett része

Görögország 1991 óta akadályozta az ország nemzetközi elismerését „Macedón Köztársaság” néven arra hivatkozva, hogy egy észak-görögországi tartomány neve Makedónia (három régió: Nyugat-, Közép-Makedónia, Kelet-Makedónia és Thrákia). A görög nacionalisták attól tartottak, hogy az ország emiatt területi követelésekkel lép fel Görögországgal szemben. Görögország a névvita miatt nem támogatta az ország felvételét a NATO-ba és az EU-ba sem. 2019 februárjáig Macedón Köztársaság vagy Macedónia,  A 2019. februári névváltoztatásig az ENSZ-ben Macedónia Volt Jugoszláv Köztársaság néven hivatkoztak rá.
2018-ban a két ország vezetése megegyezett a névvita rendezéséről és 2018. június 17-én a Preszpa-tó partján a két ország miniszterelnöke és külügyminisztere aláírta a Preszpa-egyezményt. A macedón parlament 2019. január 11-én elfogadta az ország nevének megváltoztatásáról szóló alkotmánymódosítási javaslatot. Az alkotmánymódosításhoz a 120 tagú parlament kétharmados többségére volt szükség - 81 képviselő szavazott igennel a javaslatra. Az ülést bojkottálta a  legnagyobb ellenzéki párt, a Belső Macedón Forradalmi Szervezet - Macedón Nemzeti Egység Demokratikus Pártja (VMRO-DPMNE). A görög parlament 2019. január 25-én ratifikálta a megállapodást, melyre 153 képviselő igennel, míg  146 képviselő nemmel szavazott. A macedón kormány 2019. február 12-én jelentette be, hogy az ország neve ettől a naptól kezdve: Észak-Macedónia.
2012. december 15-étől Magyarország alkotmányos nevén, Macedón Köztársaságként ismerte el a kétoldalú kapcsolattartásban a nyugat-balkáni országot. 2019. februárjától Magyarország is az ország új nevén, Észak-macedón Köztársaságként tartja fent a kétoldalú kapcsolatokat.

## Fekvése

Észak-Macedónia domborzati térképe

Észak-Macedónia Koszovó és Szerbia (északon), Bulgária (keleten), Görögország (délen) és Albánia (nyugaton) között helyezkedik el. Nincs kijárása a tengerre. Az ország nagyjából a Vardar folyó vízgyűjtő területére terjed ki, és e folyó révén kapcsolódik az Égei-tengerhez.

## Földrajz

### Domborzata
Az ország szinte teljes területe hegyvidék, eltekintve a Vardar folyó völgyétől és néhány egyéb, kisebb völgytől, mint a Bregalnica és a Sztrumica folyók völgyei. A karsztos hegységben fekszik a Tetovoi-polje illetve a Bitolai-polje. Legmagasabb pontja: Korab-hegy (2764).
Az ország az Égei-tenger felé nyitott, tágas medencéjét közepes magasságú röghegyek veszik körül. A Vardartól nyugatra húzódó hegyek és előhegyek a Dinári-hegységhez, a keletre lévő hegyek pedig a Szerb-macedón rögvidékhez tartoznak.
Az ország szeizmikusan aktív, földrengésveszélyes területen fekszik.

### Vízrajz

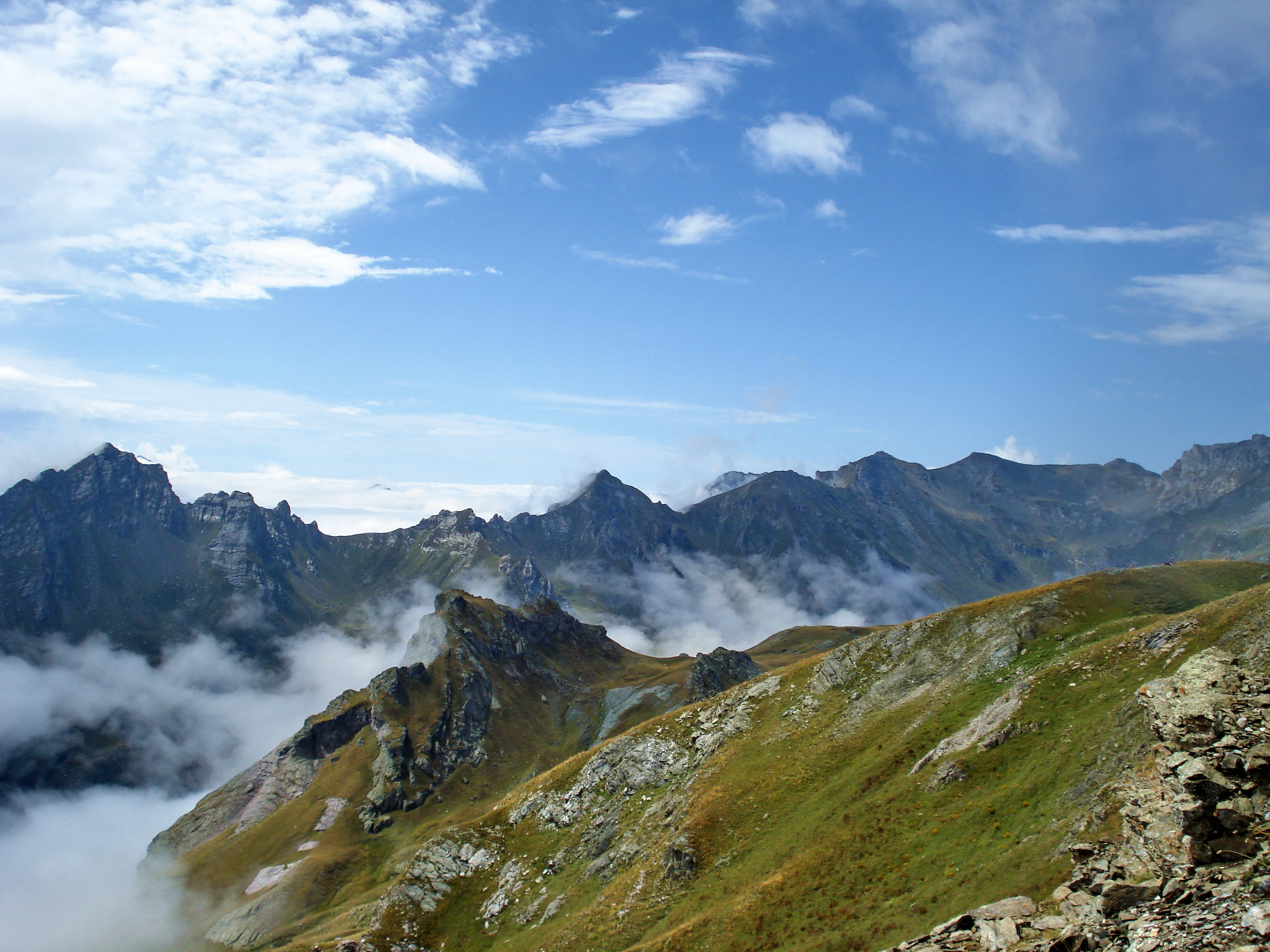
Korab-hegység, az ország legmagasabb hegye

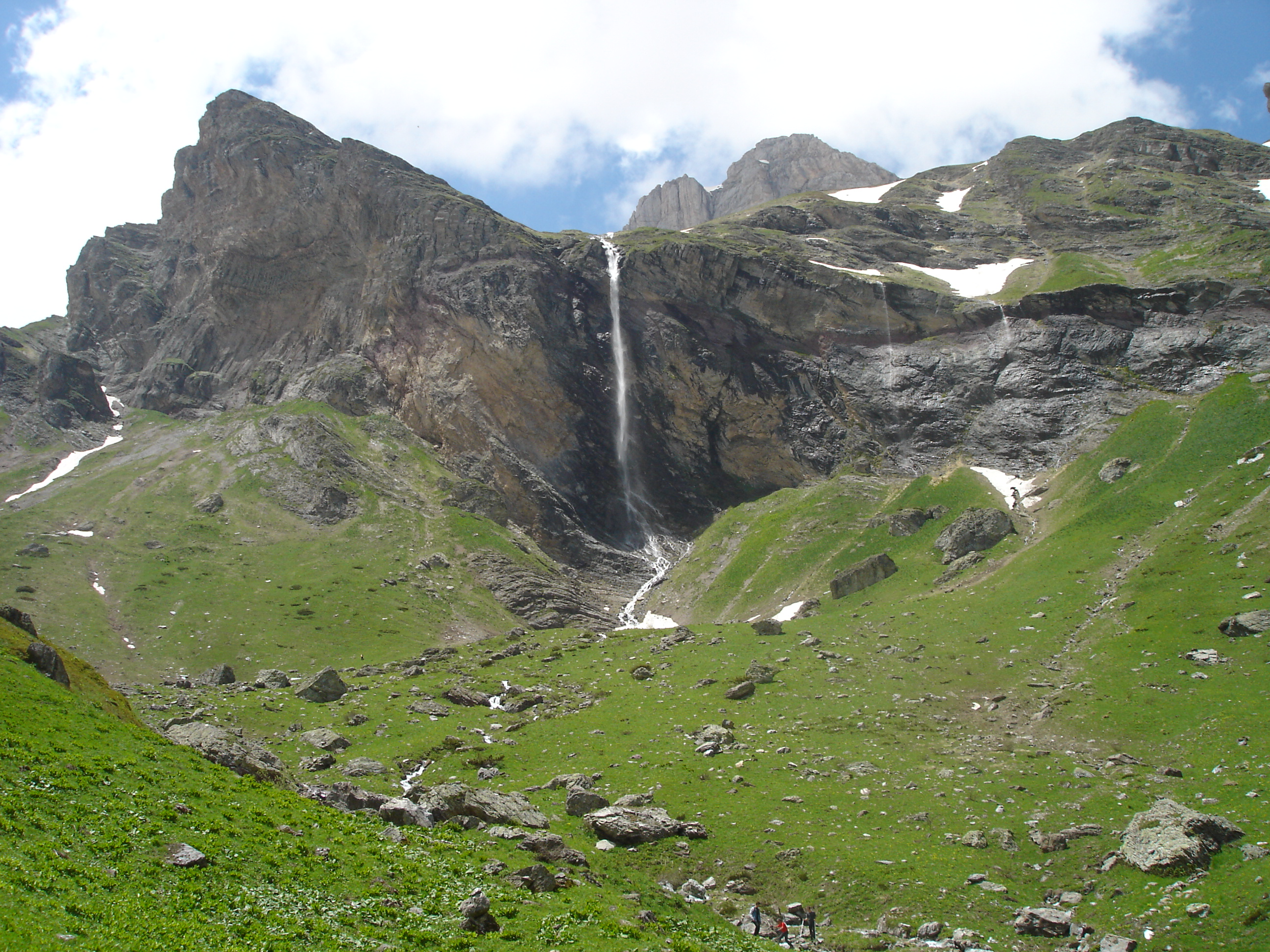
Vízesés a Korab-hegységben

Az ország lényegében a Vardar-folyó vízgyűjtő területe. A Vardar az Égei-tengerbe ömlik.
- Legnagyobb folyók: Vardar, Fekete-Drin.
- Legnagyobb tavak: Ohridi-tó, Preszpa-tó
- Legnagyobb víztározók: Mavrovo-tó, Debar-tó, a Kozjak vízerőmű víztározója

### Éghajlat
Éghajlata a Vardar-völgyében rendkívül száraz, mediterrán. A hegyvidékek hűvösebbek és csapadékosabbak.

### Növény- és állatvilág
A talajtól és a csapadékmennyiségtől függően sokféle erdő található az országban. Viszonylag sok a szárazságtűrő fajokból álló világos erdő.

### Környezetvédelem
A nagy tavak - az Ohridi-tó, a Preszpa-tó és a Dojran-tó vízfelülete védett területnek számít.

#### Nemzeti parkok
- Peliszter Nemzeti Park – az ország DNy-i részén; egy fenyőfaj, a Peliszter-fenyő csak itt fordul elő a világon.
- Mavrovo Nemzeti Park – az ország nyugati végében; sokféle növényfaj, mintegy száz ritka, a Balkánon endemikus faj.
- Galicsica Nemzeti Park – az ország DNy-i csücskén; sokféle ritka növényfaj.
- Jaszen Nemzeti Park – ritka növény- és állatfajok.

#### Világörökség
Egyaránt része a kulturális és a természeti világörökségnek az UNESCO szerint az Ohrid-régió kulturális és történeti együttese, valamint természeti környezete.

## Történelme
Az ország 1991. szeptember 8-a előtt soha nem volt független, eltekintve Makedónia ókori államtól, amely valóban részben Észak-Macedónia területén húzódott. A mai Észak-Macedónia azonban nem a világbirodalomként emlegetett ókori Makedónia utódja, s a makedón nép már a szlávok megérkezésekor kihalt a térségben.

### Ókor

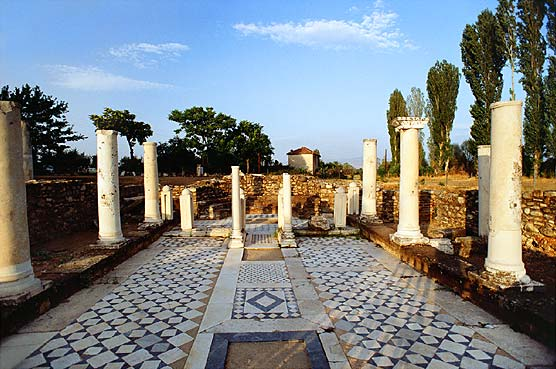
Hérakleia Lünkésztisz ókori görög romjai

Az ókorban Észak-Macedónia területén a trákok éltek, akiket később a görög makedónok északabbra szorítottak. Nagy Sándor államának peremterülete maradt, amelyet az i. e. 3. századra visszafoglaltak a trák törzsek. A rómaiak i. e. 148-ban hódították meg a területet, és Macedonia provincia részévé tették. Két fontos római várost is alapítottak: Stobit (a mai Szkopjét), illetve Heracleát (a mai Bitola helyén). A 4. századra a déli vidéktől eltekintve szinte teljesen elnéptelenedett, gyéren lakottá vált. A 6. század végére a terület feletti bizánci uralom meggyengült, egyre jobban előrehaladt a szlávok betelepülésének folyamata észak felől. A bizánci hatalom gyengülésének idején a szlávok előtti lakosság egy része visszaszorult az erődített görög városokba az Égei-tenger partján, más részük a hegyekben lelt menedékre, megint mások asszimilálódtak a szlávokhoz. A bizánci Macedóniába behatoló szlávok autonóm faluközösségekben szerveződtek, ezeket említették a görögök Sklavinai (görög "Σκλαβινίαι") néven. A bizánci császárok megkezdték hellenizálásukat és betagolták őket a bizánci társadalmi-gazdasági rendbe. Miközben a macedóniai szlávok alávetették magukat a bizánci uralomnak, többségük megőrizte etnikai különállását és máig a régió lakosságának zömét adják. Amikor egységes szláv állam alakult, akkor is különálló törzsekben éltek.

### Középkor
850 körül az első bolgár cárság kiterjesztette hatalmát Macedóniára. Bulgária macedóniai terjeszkedése békés volt, mert addigra a terület feletti bizánci uralom névlegessé vált és a szláv törzsek többsége önként csatlakozott a szláv dominanciájú bolgár államhoz.
Ebben a térségben a szlávok a 9. században tértek át a kereszténységre, I. Borisz bolgár kán uralma idején. A glagolita ábécé megalkotói, Szent Cirill és Szent Metód bizánci görög szerzetesek a konstantinápolyi pátriárka utasítására térítették a szlávokat. Ők Szalonikiből indultak, ahol széles körben beszélték a szlávot második nyelvként, és a környék macedón szláv nyelvjárása lett az óegyházi szláv nyelv alapja. Munkájukat folytatta a kora középkori Bulgáriában Ohridi Szent Kelemen, aki a cirill ábécé kialakítója, valamint Ohridi Szent Naum.
A 10. században (971-től 1018-ig) az Első Bolgár Birodalom központi vidéke volt, melynek 972-től fővárosát is területére helyezték át (Szkopje majd Ohrid), majd bizánci uralma alá került. 1218 és 1250 között a második Bolgár Birodalomhoz tartozott, majd 1250-ben a pelagoniai csatában a Nikaiai Császársághoz került. A 13. század folyamán rengeteg kun települt az országba, ezek beolvadtak a macedónokba. Dušan István (1331–1355) később Szerbiához csatolta a területet. Az 1389-es rigómezei csata nyomán a Török Birodalom részévé vált. 1689–1690 között Karpos kumanovói vajda törökellenes felkelése eredményeként létrejött egy államalakulat, Karpost a nemzetközi hatalmak közül egyedüliként a Habsburg Birodalom elismerte Kumanovó királyának.

### A független Észak-Macedónia előzménye

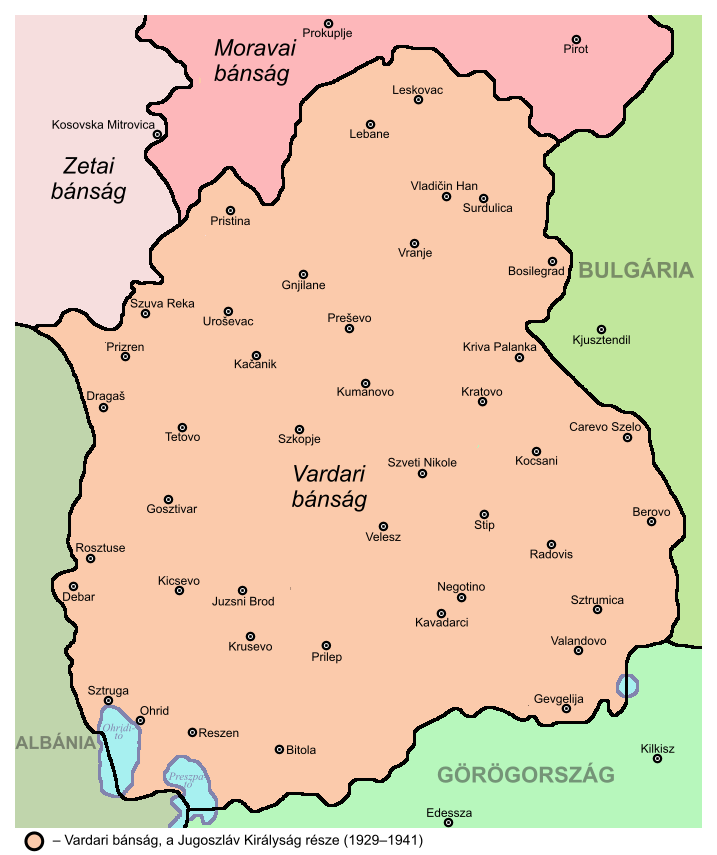
A Vardari bánság, 1929-től 1941-ig Jugoszlávia része

A 19. század végén Macedóniában is lezajlott a nemzeti ébredés. A szervezetek Macedónia függetlenségéért harcoltak, de bolgárnak definiálták magukat, semmilyen nemzeti, vagy regionális elkülönítés nem volt a céljuk, sőt feltett szándékuk volt a Bulgáriával való egyesülés. Gyakran terrorista eszközökkel harcoltak céljaikért.
1912-ben az első Balkán-háború során Szerbia, Bulgária és Montenegró szövetsége kiűzte a törököket, de a szövetségesek nem tudtak megállapodni a megszerzett területek elosztásáról, és ez vezetett 1913-ban a második Balkán-háború kirobbanásához: Bulgária megtámadta a szerbeket, de ekkor hadba lépett ellene Románia és az Oszmán Birodalom is, Macedónia nagy része pedig Szerbiához került. Szerbia (Macedónia területével együtt) 1918-tól a Szerb–Horvát–Szlovén Királyság részévé vált, amelyet 1929-től Jugoszláv Királyságra neveztek át. Szerbia, mint hegyvidéki szerbek-re, így tekintett a macedóniai szlávokra, s tiltotta a bolgár nyelv használatát, ám az ellenállás hamar kibontakozott, és terrorcselekmények sorozatát követték el a szerb hatóságok ellen. 1934-ben macedóniai (magukat bolgárnak nevező) terroristák ölték meg I. Sándor jugoszláv királyt. 1941-től nyugati része az olasz ellenőrzés alatt álló Albániához, illetve a Pindoszi Fejedelemséghez, keleti fele pedig Bulgáriához került.
1941-ben Macedóniában is megkezdődött a megszálló hatalmakkal szembeni ellenállás. Miután a Josip Broz Tito vezette jugoszláv partizán erők 1944-ben ellenőrzésük alá vonták a területet, kikiáltották a Macedón Népköztársaságot (azelőtt belső önrendelkezéssel nem bírt a terület), amely csatlakozott a Jugoszláv Szövetségi Népköztársasághoz. Az 1963-as új jugoszláv szövetségi alkotmány meghozatalával egyidőben Macedónia is felvette a Macedón Szocialista Köztársaság elnevezést. A jugoszláv kommunista álláspont szerint Macedónia lakossága nem szerb, avagy bolgár, hanem macedón, ennek megfelelően biztosítják a nyelvi és nemzetiségi jogait. Ez azonban a gyakorlatban nem így volt, sőt az ún. macedón (de valójában a bolgárral teljesen azonos) nyelvhasználatra nagy súllyal nehezedett a szerbhorvát nyelv, ezért igen sok macedón kétnyelvűvé vált. Bulgária és Jugoszlávia között évtizedekig fagyos viszony volt, és a vasfüggöny is elzárta a macedónokat Bulgáriától. Az elkülönülés ellenére a macedón nyelv a mai napig azonosnak mondható a bolgárral.
Az 1944 és 1949 között tartó görög polgárháborúban jelentős számú macedón katona is harcolt, Jugoszlávia a görög kommunistákat támogatta és küldött át a határon önkéntes gyanánt macedónokat.

### A független Észak-Macedónia
Az ország 1991. szeptember 8-án kiáltotta ki függetlenségét, igaz sok macedónt mindezt nem töltött el túlzott lelkesedéssel: sokan gazdasági okok miatt megmaradtak volna Jugoszlávia tagállamaként. Igen sok macedón, illetve macedóniai szerb szerb kettős állampolgárságért is folyamodott, sokan így törekedtek Nyugatra kijutni. A délszláv háborúban macedóniai szerbek, sőt macedónok is küzdöttek tekintélyes számmal a jugoszláv néphadseregben a boszniai és horvátországi frontokon. Görögország azonban kezdettől fogva azt kifogásolta, hogy az új állam egy görög tartomány nevét vette fel, illetve kifogást emelt Macedónia zászlajával és címerével szemben is. A görögök ugyanis történeti-etnikai alapokra helyezik a kérdést: a mai Észak-Macedónia területén egy bolgárral azonos nyelvet beszélő, bár kulturálisan különálló szláv népcsoport él, illetve nagy számmal albánok is, nem pedig valódi makedónok, akiknek saját, a görög nyelvvel rokonságban álló, önálló nyelvük volt, akik már eltűntek a térségből, mikor a szlávok betelepültek ide. A makedónok leszármazottjai álláspontjuk szerint az észak-görögországi tartomány görög lakói, bár abban a térségben is élnek különböző szláv csoportok, melyek nyelvjárása nagyobb különbséget mutat, mint a macedón a bolgártól. A macedónok szerint ők az ókori makedónok igazi leszármazottjai, csupán nyelvváltozások történtek a térségben. Ideiglenes megoldásként az ENSZ 1993-as határozata Macedónia Volt Jugoszláv Köztársaság (angolul: Former Yugoslav Republic of Macedonia, röviden: FYROM) néven vette fel a világszervezet tagságába. Az ország 1995-ben megváltoztatta zászlaját és címerét.
1999-ben a NATO-val együttműködve 400 000 albán menekültet fogadott. 2001-ben a Koszovói Felszabadítási Hadsereg (UÇK) több gerillaakciót is szervezett a területen. A tervük az volt, hogy a menekülteket letelepítve az albánok lakta régióban egy új albán államot hoznak létre az ország területén. Az UÇK gyakran szabályos terrorista akciókkal merényleteket hajtott végre főleg gazdasági, infrastrukturális objektumok ellen, hogy az ország gazdaságát romba döntse és így kényszerítse térde. Végül a NATO segítségével visszaverték a támadásokat és felkelők leszereltek. Az albánok és a kormány egyezséget kötött: a kormány nagyobb politikai befolyást és kulturális elismertséget ígért az albán kisebbségnek. Albán részről megígérték, hogy felhagynak a szeparatista törekvésekkel, elismerik a macedón intézményeket.
2018-ban a két ország vezetése megegyezett a névvita rendezéséről és 2018. június 17-én a Preszpa-tó partján a két ország miniszterelnöke, és külügy-minisztere aláírta a Preszpa-egyezményt. A megállapodást a macedón és a görög parlament is ratifikálta. A macedón kormány 2019. február 12-én jelentette be, hogy az ország neve ettől a naptól kezdve: Észak-Macedónia.
2008 áprilisában Görögország az ország elnevezése miatt vétózta meg az ország felvételét a NATO-ba, és az EU-csatlakozást sem támogatta. A két ország között létrejött egyezményt követően azonban Görögország nem gátolta tovább Észak-Macedónia NATO és EU-csatlakozását. 2005-től az Európai Unió tagjelöltje, de belépése még várat magára. 2020. március 27-én Észak-Macedónia 30. tagállamként a NATO tagja lett.

## Államszervezet és közigazgatás

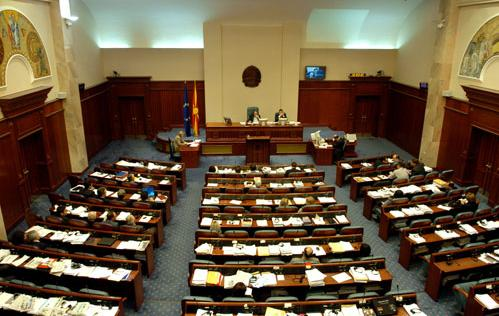
A parlament ülésterme

### Alkotmány, államforma
A 2001-es albán etnikai villongások óta, az ország lakosságának mintegy negyedét kitevő albán kisebbségnek is működik képviselete a nemzeti parlamentben (Sobranje).

### Törvényhozás, végrehajtás, igazságszolgáltatás
Észak-Macedónia parlamentáris demokrácia, a végrehajtó hatalom a kormány kezében van, független igazságszolgáltatás működik.

### Közigazgatási beosztás
Az ország területe 2004 augusztusa óta 84 községre (општина, opština) oszlik, melyek közül 10 Skopjében található. Statisztikai célokra a községek csoportosításával nyolc régióra (регион) osztották az országot. Korábban 1996 szeptemberétől a községek száma 123 volt, előtte pedig a jugoszláv rendszerből örökölt nagyobb községeké 34.
| Macedónia régiói | - Délkeleti körzet - Délnyugati körzet - Északkeleti körzet - Keleti körzet - Pelagonijai körzet - Pologi körzet - Szkopjei körzet - Vardari körzet |

A községek a következők:
Aracsinovo, Berovo, Bitola, Bogdanci, Bogovinye, Boszilovo, Brvenica, Centar Zsupa, Csaska, Csesinovo-Oblesevo, Csucser Szandevo, Debar, Debarca, Delcsevo, Demir Hiszar, Demir Kapija, Dojran, Dolneni, Drugovo, Gevgelija, Gosztivar, Gradszko, Ilinden, Jegunovce, Karbinci, Kavadarci, Kicsevo, Kocsani, Koncse, Kratovo, Kriva Palanka, Krivogastani, Krusevo, Kumanovo, Lipkovo, Lozovo, Makedonszka Kamenica, Makedonszki Brod, Mavrovo i Rosztusa, Mogila, Negotino, Novaci, Novo Szelo, Ohrid, Oszlomej, Pehcsevo, Petrovec, Plasznica, Prilep, Probistip, Radovis, Rankovce, Reszen, Roszoman, Stip, Szopiste, Sztaro Nagoricsane, Sztruga, Sztrumica, Sztudenicsani, Szveti Nikole, Tearce, Tetovo, Valandovo, Vaszilevo, Velesz, Vevcsani, Vinica, Vranestica, Vrapcsiste, Zajasz, Zelenikovo, Zrnovci és Zselino;
továbbá Szkopje területén

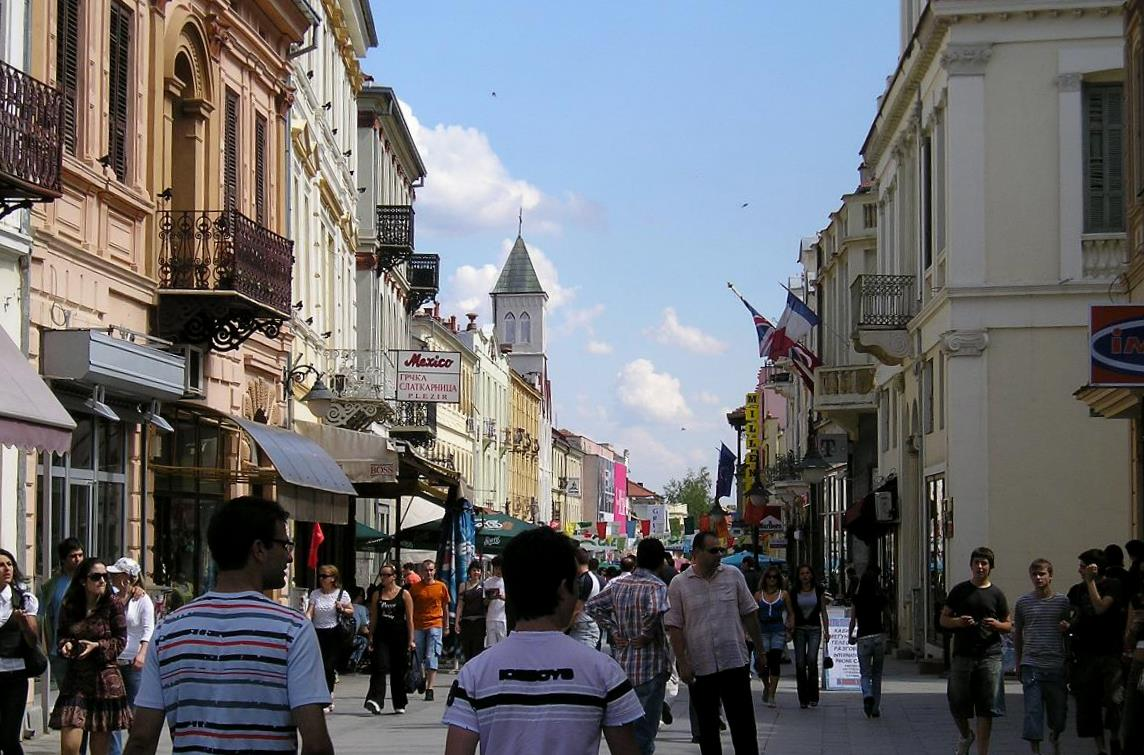
Bitola

Aerodrom, Butel, Centar, Csair, Gazi Baba, Gjorcse Petrov, Karpos, Kiszela Voda, Suto Orizari és Szaraj.

### Politikai pártok
2018-ban Macedónia fontosabb politikai tömörülései a következők (zárójelben a vezetők 2018-ban):
- Szövetség az Albánoknak vagy AfA [Ziadin SELA]
- Besa Mozgalom [Bilal KASAMI]
- Albán Demokrata Párt vagy PDSh [Menduh Thaci]
- Integrációs Demokratikus Unió vagy BDI [Ali AHMETI]
- Belső Macedón Forradalmi Szervezet – Macedón Nemzeti Egység Demokratikus Pártja vagy a VMRO-DPMNE [Hristijan MICKOSKI]
- Liberális Demokrata Párt vagy LDP [Goran MILEVSKI]
- Macedónia Szociáldemokrata Szövetsége vagy SDSM [Zoran ZAEV]
- Macedónia Szocialista Pártja vagy SPM [Ljubislav IVANOV-EDITION]

## Emberi jogok
Észak-Macedónia alkotmánya garantálja minden állampolgár számára az alapvető emberi jogokat és az ország csatlakozott az az emberi jogok európai egyezményéhez, ennek ellenére gyakran merülnek fel problémák.
2003-ban felmerült a gyanú, hogy az akkori Macedóniában emberi jogi aktivistákat és ellenzéki újságírókat megfenyegettek, megtámadtak, sőt meg is öltek, továbbá a hatóságokat is kínzással gyanúsították.
Az 2001-es konfliktusban mind az albán lázadók, mind a macedón hatóságok és hadsereg súlyos visszaéléseket követett el egymás civiljei ellen. Az állam állampolgársági törvényét a függetlenség után dolgozták ki, amelynek hiányosságai és pontatlansága miatt több lakos „hontalanná” vált, nem lett macedón állampolgár.
Macedóniával szemben a helsinki bizottsághoz a következő panaszok érkeztek:
- rendőri túlkapások, főleg az előzetesbe helyezés és őrizet alatt
- a roma kisebbség hatósági zaklatása
- politikai érinthetetlenség és korrupció a rendőrségen belül
- politikai nyomás az igazságszolgáltatásra
- társadalmi diszkrimináció és erőszak nőkkel, gyerekekkel és etnikai kisebbségekkel (különösen cigányokkal) szemben
- emberkereskedelem (különösen nőkkel és fiatalkorú lányokkal), szexuális kizsákmányolás
- kormányzati beavatkozás a szakszervezeti tevékenységbe.

2020-ban a legújabb jelentések szerint az ország jelentős javulást tudott felmutatni a korábbi állapotokhoz képest, de még mindig el kell érni bizonyos tartós és alapvető változásokat. Az etnikai feszültségek és a nemzetiségi alapú megkülönböztetés is csökkent, s folyamatban van a hírszerző szolgálatok reformja, amely lehetővé teszi a közbiztonság és igazságszolgáltatás javulását is. További erőfeszítésre van szükség a titkosszolgálatok parlamenti felügyeletének megerősítésére. A törekvések hatására viszont erősödött az igazságszolgáltatás függetlensége és elszámoltathatóság, csökkent a protekció.

## Népesség

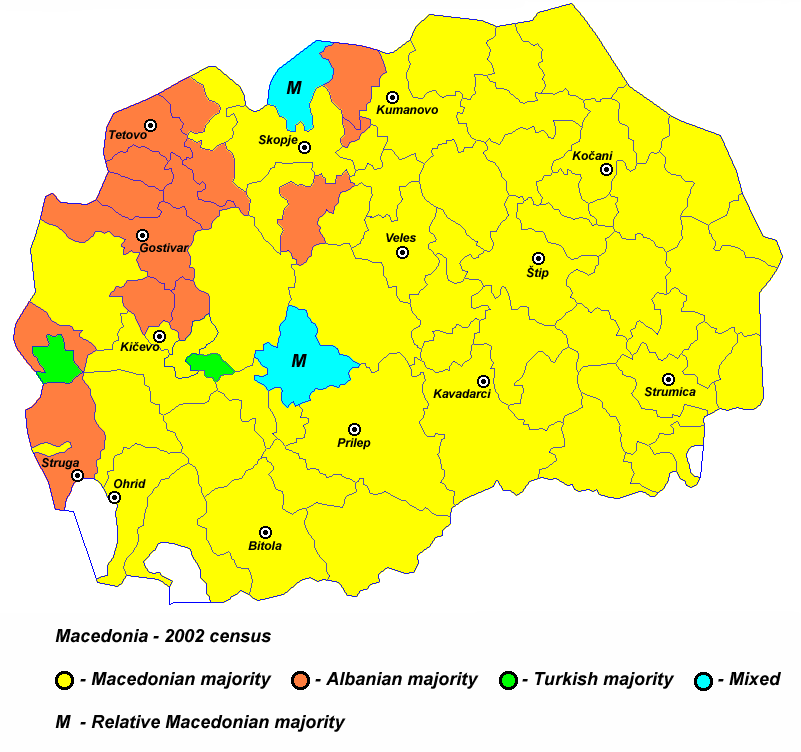
Észak-Macedónia etnikai térképe (2002)

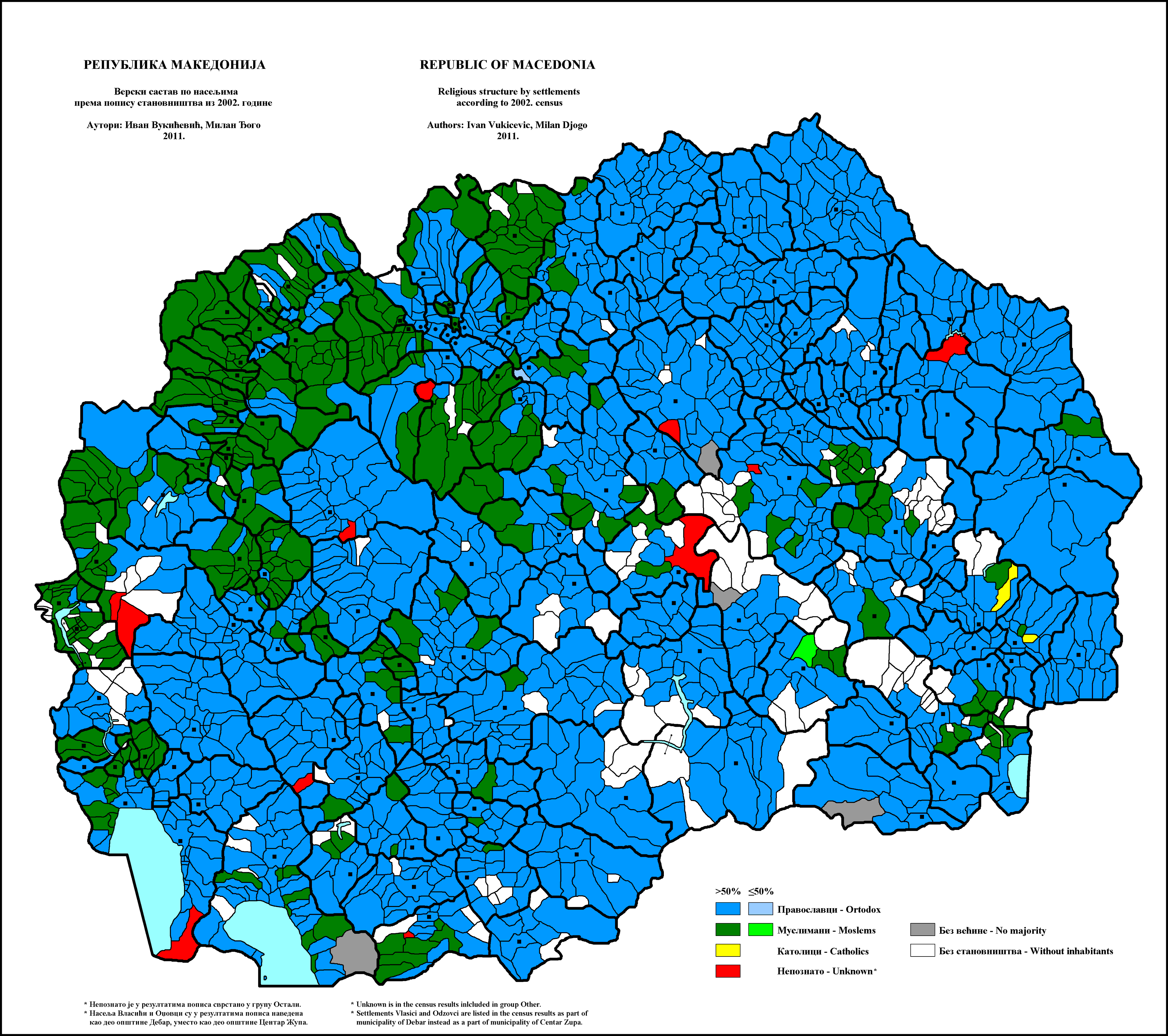
Vallási térkép (2002)
kék: többségben ortodox
zöld: többségben muszlim
sárga: katolikus
piros: ismeretlen

### Népességváltozás
| Lakosok száma | 1 471 139 | 1 601 987 | 1 723 445 | 1 849 320 | 1 939 913 | 2 004 813 | 1 991 687 | 2 080 866 | 2 100 558 | 1 836 713 |
|               | 1960      | 1966      | 1972      | 1978      | 1984      | 1991      | 1997      | 2003      | 2009      | 2021      |

### Etnikai, nyelvi megoszlás
Az országban 1,1 millió macedón él, ők alkotják az ország lakosságának mintegy 55–64%-át. Igen jelentős kisebbség az albánoké (25–35%), továbbá a törököké (4–4,5%). Ezen kívül romák (kb. 3%), szerbek, bolgárok, görögök és vlachok élnek még az országban.
Az ország hivatalos nyelve a macedón. Emellett a hat fő kisebbségi nyelv az albán, török, cigány, szerb, bosnyák és az aromán.

### Vallási megoszlás
A lakosság kb. 53–64 %-a az ortodox felekezethez tartozik (→ macedón ortodox egyház), 33–45 %-a szunnita muszlim, illetve további 0,5–1 % római katolikus vagy egyéb keresztény.

### Szociális rendszer
A 2000-es évek elején Európában itt volt a legmagasabb az analfabetizmus, akkor kb. 11%. 2015-ben a 15 éveseknél idősebbek 97,8%-a tud írni-olvasni.

## Gazdaság
Hivatalos pénzneme a makedón dénár (MKD).

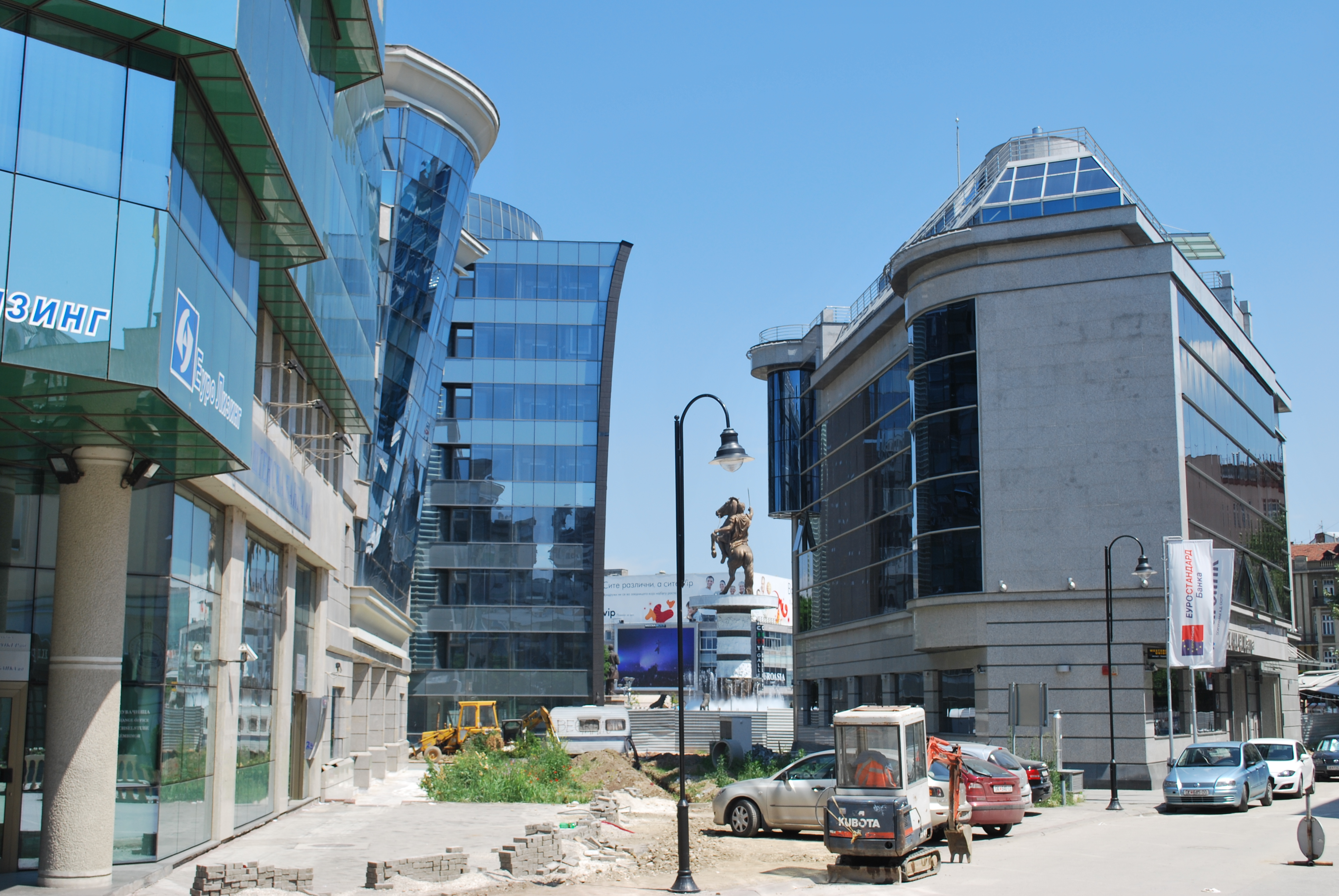
Szkopje üzleti negyedének egy része

Észak-Macedónia a volt Jugoszlávia legszegényebb vidéke volt. A macedón gazdaságot rengeteg gátló folyamat érte eddigi rövid történelme folyamán. A délszláv háború, a koszovói albán bevándorlás, az 1994–1995-ös görög gazdasági embargó, majd a 2001-es albán nemzetiségi feszültség mind-mind negatív hatással volt az ország amúgy is rossz gazdasági helyzetére.
Európa egyik gazdaságilag leghátrányosabb helyzetű országa, ahol a munkanélküliség magas (2017-ben 23,4%), az emberek leginkább a mezőgazdaságból élnek és a feketegazdaság elfojtja a legális kereskedelmet.

### Mezőgazdaság
Fő termények: szőlő, dohány, zöldség, gyümölcs. 

### Ipar
Főbb ágazatok: élelmiszeripar, textilipar, vegyi anyagok gyártása, vas-, acél-, cement- és  energiaipar, gyógyszergyártás, autóipari alkatrészek előállítása.  

### Külkereskedelem
Export :
- Főbb árucikkek: élelmiszerek, ital, dohány; textíliák, vas, acél; autóipari alkatrészek
- Legfőbb partnerek 2017-ben:  Németország 46,7%, Bulgária 6,1%, Szerbia 4,4%, Belgium 4,1%

Import :
- Főbb árucikkek: gépek és berendezések, autók, vegyi anyagok, üzemanyag, élelmiszerek
- Legfőbb partnerek 2017-ben:  Németország 11,9%, Egyesült Királyság 10%, Görögország 8%, Szerbia 7,1%, Kína 5,9%, Olaszország 5,5%, Törökország 4,5%, Bulgária 4,3%

## Kultúra

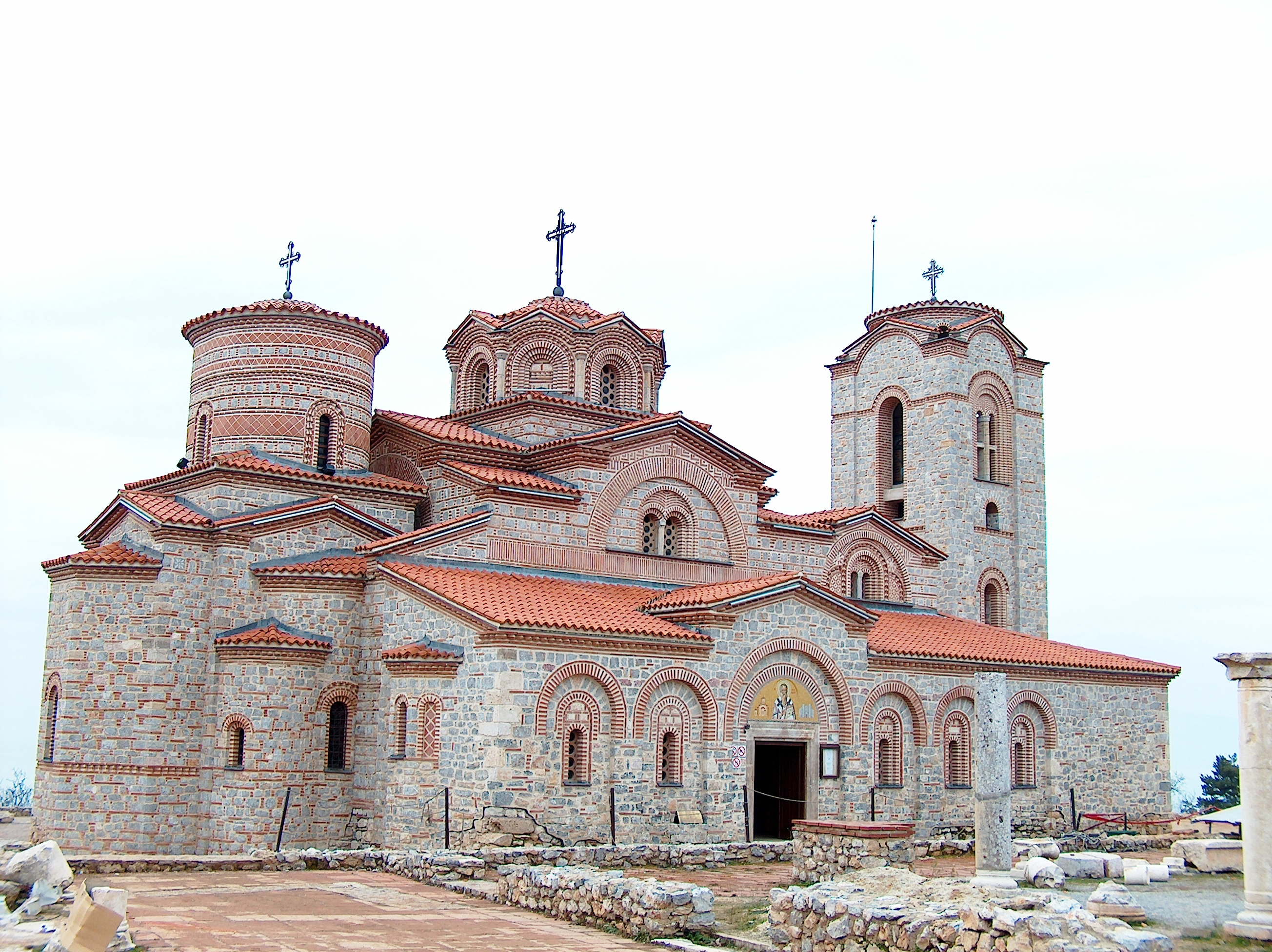
Szent Pantaleón kolostor, Plaoshnik

### Kulturális intézmények
könyvtárak, múzeumok, színházak, zene és tánc intézményei

### Művészetek
- Építészet

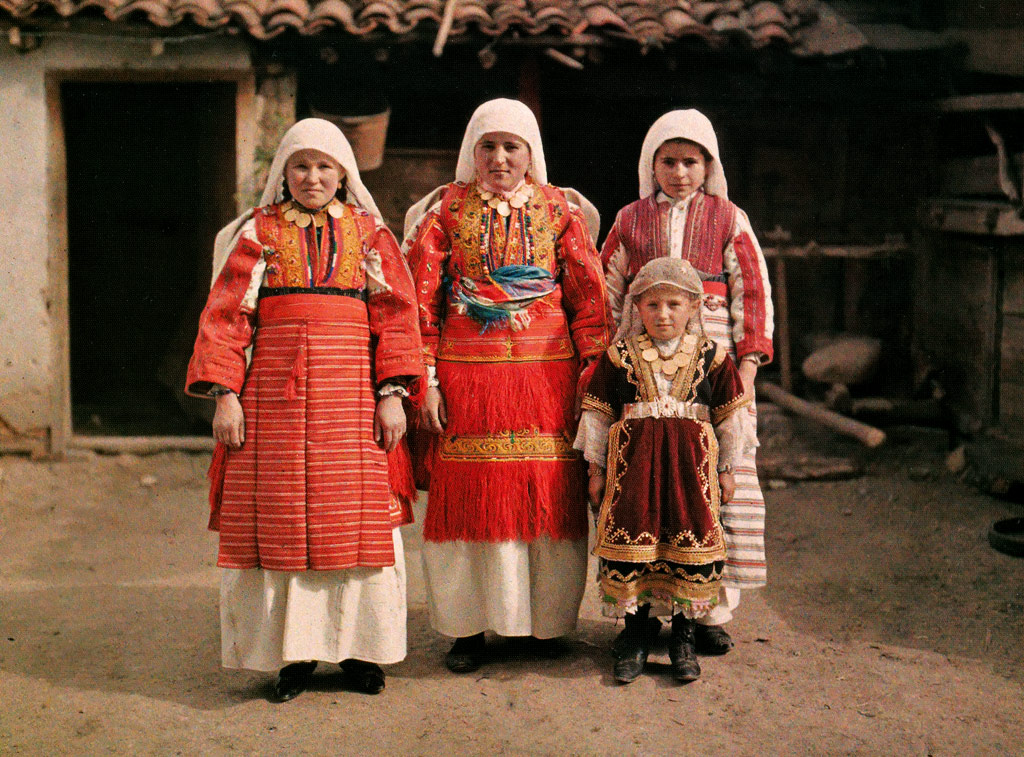
Asszonyok a hagyományos öltözetben Smilevo falujában, 1913-ban

Történelme során az ország területén szinte valamennyi környező kultúra meghagyta a nyomát. A római korból maradtak meg Stobi romjai a mai Szkopje mellett. A keresztény kultúra is meghagyta a nyomát a bitolai mozaik formájában. Az ortodox kolostorok és templomok nagy része bizánci stílusban épült, amelyek legszebbje a Nezeri kolostor. Bolgár behatás látható Ohrid város házain. A török építészet rengeteg fürdőt és dzsámit emelt Szkopje városában.
- Képzőművészetek
- Irodalom
- Filmművészet
- Zene

### Gasztronómia
A macedón konyha alapja a hagyományos balkáni gasztronómia jellegzetességek, amelyet erősen befolyásolt a török, görög, szerb és albán konyha is. Macedónia meleg éghajlata kedvez a zöldség-, gyümölcs- és gyógynövénytermesztésnek. A macedón gasztronómia a tejtermékeiről, borairól és helyi pálinkájáról, a rakijáról, amelynek több változata van. Nemzeti eledel a tavče gravče nevű babos étel, a nemzeti ital pedig a görög eredetű masztika.

## Közlekedés
A vasúthálózat hossza 1435 km, ebből 233 km villamosított.

## Telekommunikáció
| Hívójel prefix | Z3 |
| ITU zóna       | 28 |
| CQ zóna        | 15 |

## Ünnepek
| dátum     | név                             | macedón név | megjegyzés                    |
| --------- | ------------------------------- | --- | ----------------------------- |
| Jan. 1.   | Újév                            | Нова Година, Nova Godina                                                                                       |                               |
| Jan. 7/8. | Ortodox karácsony               | Прв ден Божик, Prv den Božik                                                                                   |                               |
| Ápr / Máj | Nagypéntek                      | Велики Петок, Veliki Petok                                                                                     |                               |
| Ápr / Máj | Húsvét                          | Прв ден Велигден, Prv den Veligden                                                                             |                               |
| Ápr / Máj | Húsvéthétfő                     | Втор ден Велигден, Vtor den Veligden                                                                           |                               |
| Máj 1.    | A munka ünnepe                  | Ден на трудот, Den na trudot                                                                                   |                               |
| Máj 24.   | Szent Cirill és Metód ünnepe    | Св. Кирил и Методиј, Ден на сèсловенските просветители; Sv. Kiril i Metodij, Den na sèslovenskite prosvetiteli | Egyben a tanárok napja        |
| Aug. 2.   | A Köztársaság Napja             | Ден на Републиката, Den na Republikata                                                                         | Más néven Ilinden             |
| Szep 8.   | A Függetlenség Napja            | Ден на независноста, Den na nezavisnosta                                                                       | A Függetlenség Jugoszláviától |
| Okt 11.   | Forradalom napja                | Ден на востанието, Den na vostanieto                                                                           |                               |
| Okt 23.   | A macedón forradalmi harc napja | Ден на македонската револуционерна борба,Den na makedonskata revolucionarna borba                              |                               |
| Dec 8.    | Ohrid-i Szent Kelemen Napja     | Св. Климент Охридски, Sv. Kliment Ohridski                                                                     | Észak-Macedónia védőszentje   |

### Egyéb ünnepek
Egyéb, vallási, illetve etnikumi ünnepek:
| dátum       | név                             | macedón név                    | megjegyzés                               |
| ----------- | ------------------------------- | ------------------------------ | ---------------------------------------- |
| Jan. 19     | Jézus keresztsége               | Водици                         | Ortodox ünnep                            |
| Jan. 27     | Szent Száva ünnepe              | Свети Сава                     | A szerbek védőszentje                    |
| Ápr. 8      | Nemzetközi Roma Nap             | Меѓународен ден на Ромите      |                                          |
| Máj. 23.    | A Vlachok Napja                 | Ден на Власите                 |                                          |
| Máj. / Jún. | Pünkösd                         | Духовден                       | Keresztény ünnep                         |
| Aug. 28.    | Mária mennybevétele             | Успение на Пресвета Богородица | Ortodox ünnep; A legszentebb Theotokosz  |
| Szep. 28.   | A Bosnyákok Nemz. Napja         | Меѓународен ден на Бошњаците   |                                          |
| Nov. 1.     | Mindenszentek                   | Сите Светци, Szite Szvetci     |                                          |
| Nov. 22.    | Az albán ABC napja              | Ден на албанската азбука       |                                          |
| Dec. 21.    | A török nyelv oktatásának napja | Ден на настава на турски јазик | A török bevezetése az oktatás nyelveként |
| Dec. 25.    | Katolikus karácsony             | Божиќ                          |                                          |
| -           | Jom kippur                      | Јом кипур                      | A zsidó közösség napja                   |
| -           | Eid Al-Fitr                     | Рамазан Бајрам, Ramazan Bajram | Muszlim ünnep                            |
| -           | Eid al-Adha                     | Курбан Бајрам, Kurban Bajram   | Muszlim ünnep                            |

## Fordítás
- Ünnepek: Ez a szócikk részben vagy egészben  a   Public holidays in Macedonia című angol Wikipédia-szócikk fordításán alapul.  Az eredeti cikk szerkesztőit annak laptörténete sorolja fel. Ez a jelzés csupán a megfogalmazás eredetét és a szerzői jogokat jelzi, nem szolgál a cikkben szereplő információk forrásmegjelöléseként. Ez a szócikk részben vagy egészben  a(z)   Државни празници во Македонија című macedón Wikipédia-szócikk fordításán alapul.  Az eredeti cikk szerkesztőit annak laptörténete sorolja fel. Ez a jelzés csupán a megfogalmazás eredetét és a szerzői jogokat jelzi, nem szolgál a cikkben szereplő információk forrásmegjelöléseként.